# Olympische Winterspiele 2002/Skeleton – Frauen
Erstmals in der olympischen Geschichte fand ein Skeletonwettbewerb der Frauen bei den Olympischen Winterspielen 2002 statt. Das Rennen wurde am 20. Februar auf der Bahn auf dem Utah Olympic Park Track ausgetragen. Dabei gingen 13 Athletinnen aus 10 verschiedenen Nationen an den Start. Der erste Lauf wurde um 09:50 Uhr gestartet, der zweite Durchgang um 11:05 Uhr.
Erste Olympiasiegerin im Skeleton wurde Tristan Gale aus den Vereinigten Staaten. Nach dem ersten Lauf, in dem sie die Laufbestzeit gefahren war, führte sie nur eine Hundertstelsekunde vor ihrer Landsfrau Lea Ann Parsley, die Silber gewann. Auch im zweiten Durchgang fuhr Gale Laufbestzeit. Die Bronzemedaille gewann Alexandra Coomber aus Großbritannien.

## Ergebnisse
| Rang | Athletin            | Land               | 1. Lauf (s) | 2. Lauf (s) | Gesamt (min) | Defizit (s) |
| ---- | ------------------- | ------------------ | ----------- | ----------- | ------------ | ----------- |
| 1    | Tristan Gale        | Vereinigte Staaten | 52,26       | 52,85       | 1:45,11      | —           |
| 2    | Lea Ann Parsley     | Vereinigte Staaten | 52,27       | 52,94       | 1:45,21      | +0,10       |
| 3    | Alexandra Coomber   | Großbritannien     | 52,48       | 52,89       | 1:45,37      | +0,26       |
| 4    | Diana Sartor        | Deutschland        | 52,55       | 52,98       | 1:45,53      | +0,42       |
| 5    | Maya Pedersen-Bieri | Schweiz            | 52,92       | 52,63       | 1:45,55      | +0,44       |
| 6    | Lindsay Alcock      | Kanada             | 52,62       | 53,07       | 1:45,69      | +0,58       |
| 7    | Jekaterina Mironowa | Russland           | 52,97       | 52,98       | 1:45,95      | +0,84       |
| 7    | Steffi Hanzlik      | Deutschland        | 52,82       | 53,13       | 1:45,95      | +0,84       |
| 9    | Dany Locati         | Italien            | 53,19       | 53,46       | 1:46,65      | +1,54       |
| 10   | Michelle Kelly      | Kanada             | 53,76       | 53,56       | 1:47,32      | +2,21       |
| 11   | Liz Couch           | Neuseeland         | 53,62       | 54,18       | 1:47,80      | +2,69       |
| 12   | Eiko Nakayama       | Japan              | 54,00       | 54,72       | 1:47,72      | +3,61       |
| 13   | Cindy Ninos         | Griechenland       | 54,54       | 54,74       | 1:49,28      | +4,17       |

## Weblink
- Ergebnisse